# Людмила Радкова
Людмила Радкова е българска народна певица, изпълнителка на фолклор от Балканите, добила световна известност като солистка в ансамбъл „Филип Кутев“ и като вокалистка в оркестъра на Горан Брегович. Сестра е на народната певица Даниела Радкова.

## Биография
Людмила Радкова е родена в семейство със силни музикални традиции. Майка ѝ – Лиляна Живкова е библиотекар и деятел в самодейното изкуство. Баща ѝ – Радко Янков е известен със своя глас и танцьорски умения.
Людмила Радкова завършва Музикалното училище в Котел през 1987 г., след което е приета с конкурс в ансамбъл „Филип Кутев“, където става солистка. За кратко време нейният сопранов глас, наситен с обертонове, я откроява сред останалите певци и тя става солистка на почти всички върхови изпълнения на филипкутевци. Дарбата ѝ излъчва лиризъм, мекота, женственост и воля. Гласовите ѝ данни са уникални, по думите на Горан Брегович, и придават онова неповторимо звучене на песните му, с което те са станали любими на хората по всички континенти.
През 1995 г. се среща с Горан Брегович за записите на музиката във филма „Ъндърграунд“ и оттогава е неизменно вокалистка и солистка в неговия „Оркестър за сватби и погребения“.
Има издадена касета в „Балкантон“ през 1992 г., изпълнява солови партии в албумите на „Филип Кутев“, както и в тези на Горан Брегович. Участва в норвежкия филм „Музика за сватби и погребения“.
На 16.07.2009 г. Министерският съвет на Република България взе решение да предложи на Президента да награди Людмила Радкова и Даниела Радкова с медал „За заслуга“ за приноса им за развитието и популяризирането на българската култура по света.